# إنقولف دافيدسن
إنقولف دافيدسن (بالنرويجية البوكمول: Ingolf Davidsen)‏ هو لاعب جمباز فني نرويجي، ولد في 30 يناير 1893 في برغن في النرويج، وتوفي بنفس المكان في 23 مارس 1946.

## وصلات خارجية
- إنقولف دافيدسن على موقع أوليمبيديا (الإنجليزية)